# セッラヴァッレ・スクリーヴィア
セッラヴァッレ・スクリーヴィア（伊: Serravalle Scrivia）は、イタリア共和国ピエモンテ州アレッサンドリア県にある人口約5,900人の基礎自治体（コムーネ）。

## 地理

### 位置・広がり
| 隣接するコムーネは以下の通り。 - アルクアータ・スクリーヴィア - カッサーノ・スピーノラ - ガーヴィ - ノーヴィ・リーグレ - スタッツァーノ - ヴィニョーレ・ボルベーラ |

### 地震分類
イタリアの地震リスク階級 (it) では、3 に分類される。

## 行政

### 分離集落
セッラヴァッレ・スクリーヴィアには、以下の分離集落（フラツィオーネ）がある。
- Ca' del Sole, Crenna Inferiore, Crenna Superiore, Lastrico, Libarna, Zerbe